# Burkholderia
Burkholderia è un genere di proteobatteri conosciuto maggiormente per i suoi membri, patogeni:
- Burkholderia mallei, responsabile della morva, una malattia del cavallo;
- Burkholderia pseudomallei, agente eziologico della melioidosi;
- Burkholderia cepacia, batterio patogeno delle infezioni polmonari nelle persone con la fibrosi cistica.

Il nome del genere Burkholderia si riferisce al gruppo dei  batteri Gram-negativi, caratterizzati da batteri con una forma a bastoncello, presenti negli umani, negli animali e le piante.
Burkholderia xenovorans (precedente chiamato Pseudomonas cepacia poi Burkholderia cepacia e Burkholderia fungorum) è un esempio della loro capacità di degradare insetticidi clororganici e policlorobifenili (PCB). L'uso delle specie di Burkholderia per scopi agricoli (come la biodegradazione, biocontrollo e come acceleratore della crescita delle piante) è soggetto di discussioni per i possibili effetti patogeni nelle persone in cui la difesa immunitaria non funziona correttamente (specialmente nei malati di fibrosi cistica). Grazie alla loro resistenza agli antibiotici e il tasso di mortalità elevato delle loro malattie, il Burkholderia mallei  ed il  Burkholderia pseudomallei sono considerati potenziali armi biologiche contro il bestiame o le persone.